# 圣菲尔曼
圣菲尔曼（法語：Saint-Firmin，法語發音：[sɛ̃ fiʁmɛ̃] ⓘ）是法国索恩-卢瓦尔省的一个市镇，属于欧坦区。

## 地理
圣菲尔曼（46°49'45"N, 4°28'8"E）面积15.77 平方千米，位于法国勃艮第-弗朗什-孔泰大區索恩-卢瓦尔省，该省份为法国中部省份，北起顺时针与科多尔省、汝拉省、安省、罗讷省、卢瓦尔省、阿列省和涅夫勒省接壤。
与圣菲尔曼接壤的市镇（或旧市镇、城区）包括：圣埃米朗、昂蒂利、勒布勒伊、勒克勒佐、圣皮埃尔德瓦雷讷、圣塞尔南迪布瓦。

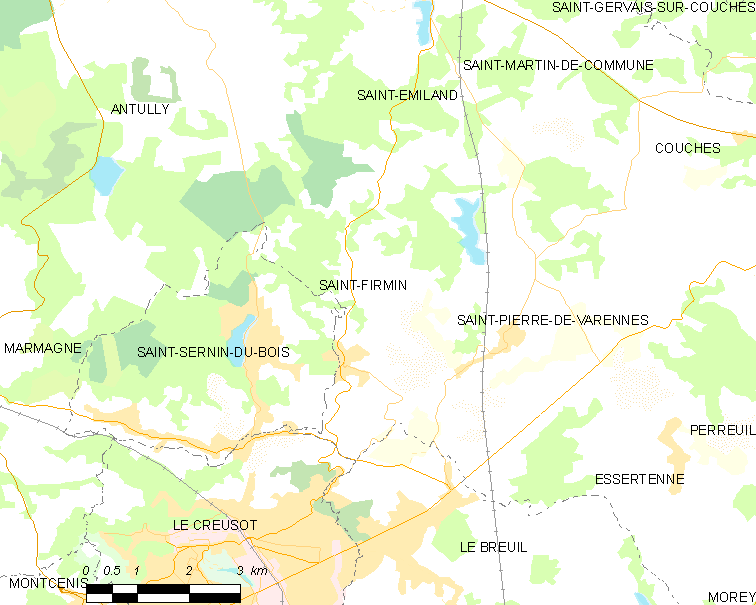
圣菲尔曼的OSM定位图

圣菲尔曼的时区为UTC+01:00、UTC+02:00（夏令时）。

## 行政
圣菲尔曼的邮政编码为71670，INSEE市镇编码为71413。

## 政治
圣菲尔曼所属的省级选区为勒克勒佐第二县。

## 人口

1962-2008年间圣菲尔曼人口变化图示

圣菲尔曼于2022年1月1日时的人口数量为785人。